# Abrostola major
Abrostola major är en fjärilsart som beskrevs av Claude Dufay 1958. Abrostola major ingår i släktet Abrostola, och familjen nattflyn. Inga underarter finns listade.